# Hochdruckrücken
Als Hochdruckrücken wird in der Meteorologie ein langgestreckter großräumiger Bereich mit verhältnismäßig hohem Luftdruck in der unteren Erdatmosphäre bezeichnet, der von einem Hochdruckgebiet (Hoch) ausgeht. Verbindet ein Hochdruckrücken zwischen zwei Hochs, wird er auch Hochdruckbrücke genannt, als  sogenannter Hochdruckkeil ist er Ausläufer eines Hochs.

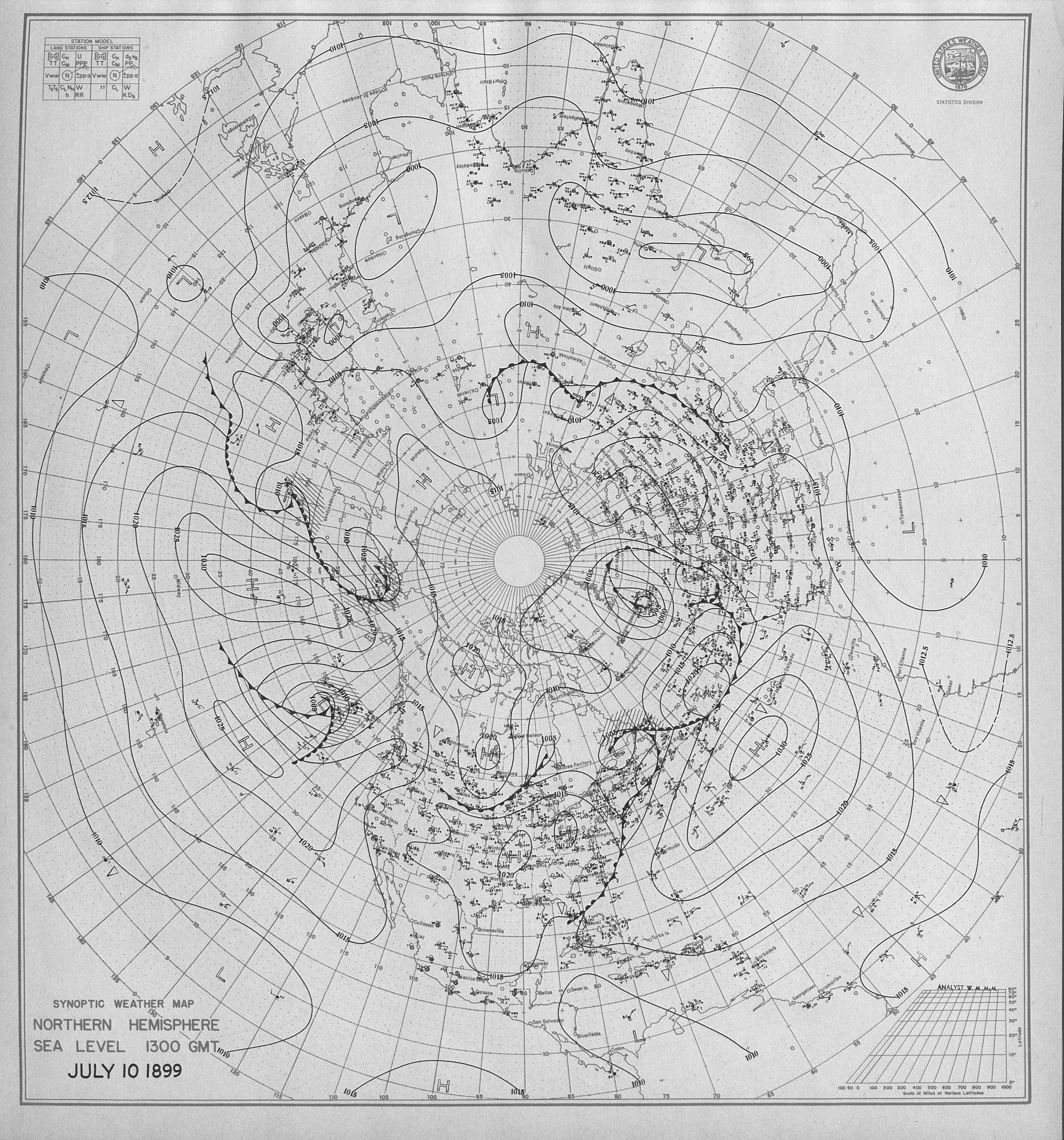
Bodenwetterkarte der Nördlichen Hemisphäre (10. Juli 1899) – die Isobaren (mbar) zeigen u. a. den Hochdruckkeil eines Nordpazifikhochs (links) sowie eine Hochdruckbrücke zwischen einem Azorenhoch und einem Hoch, dessen Kern über Nordosteuropa liegt (rechts)

Bodennah ausgebildete Rücken sind auf Bodenwetterkarten am Verlauf der Luftdrucklinien (Isobaren) zu erkennen, die bei einem Keil nicht geschlossene Kurven mit stärker gekrümmtem Anteil zeigen. In der oberen Troposphäre aufgewölbte Hochdruckrücken werden auch Höhenrücken genannt und in Höhenwetterkarten durch luftdruckbezogene Höhenlinien (Isohypsen) dargestellt.

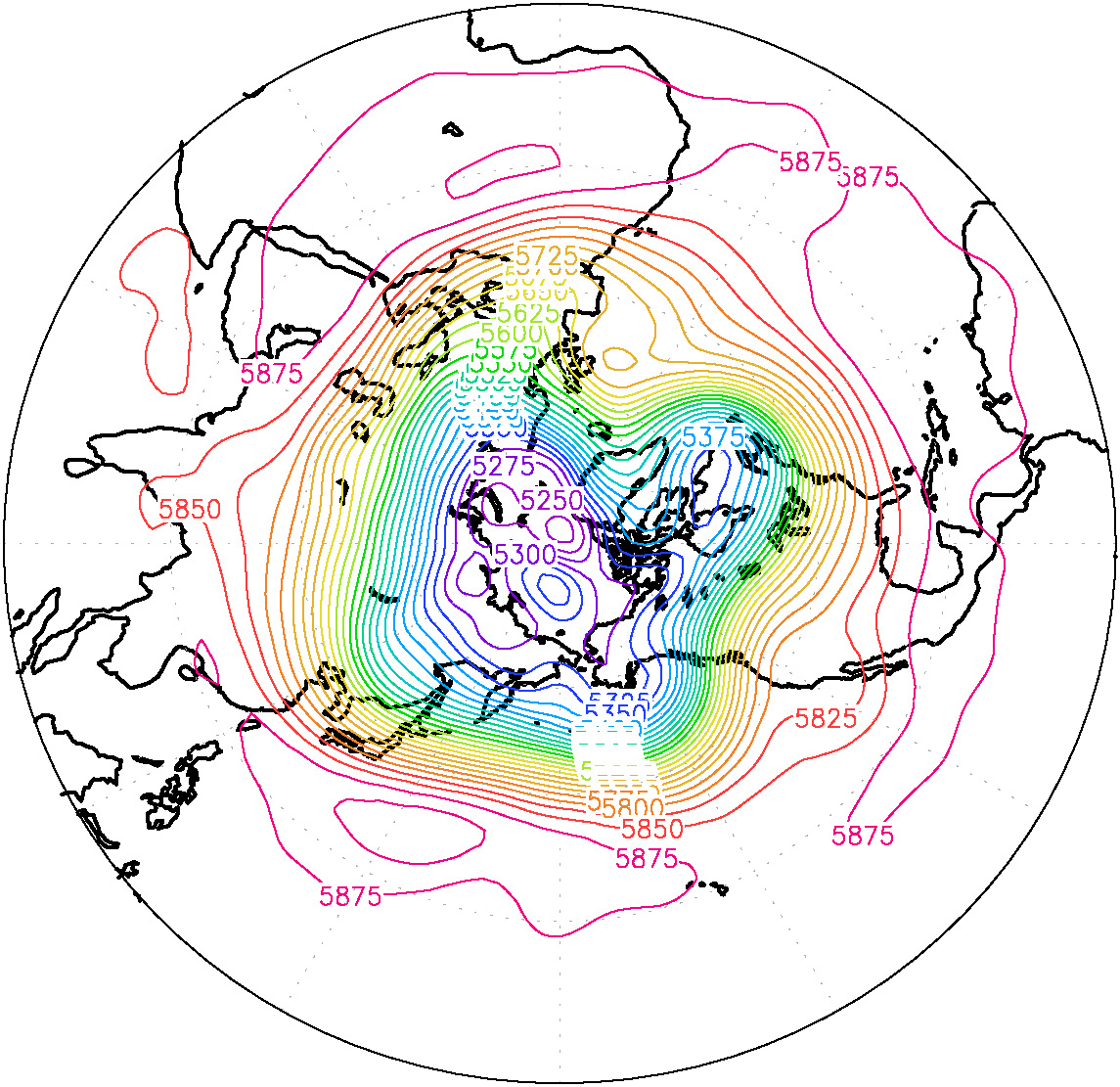
Höhenwetterkarte mit Darstellung der gemittelten 500 hPa-Isohypsen (gpm) um den Nordpol – das Muster ausgebildeter Wellen (Wellenzahl: 4) verstärkt sich mit dem Höhenrücken neben dem Höhentrog über Labrador (9.–21. Oktober 2010; Reanalyse)

Die Ausprägung von Höhenrücken wird durch Höhenwinde beeinflusst, die als Strahlströme (Jetstream) mit wellenförmigem Verlauf an der Polarfront auftreten. Zwischen Warmluft führenden polwärts gerichteten Höhenrücken können sich so Höhentröge polarer Kaltluft ausbilden. Hochdruckrücken beeinflussen das Wetter in der unteren Atmosphäre durch herabsinkende warme Luft, wodurch etwa bestehende Wolken aufgelöst werden können.

Schema einer Verlagerung des polaren Strahlstroms (rosa Band) –
(a) erkennbare Rossby-Wellen
(b) verstärkte Wellenausprägung
(c) beginnende Kaltluftabtrennung.
Kalte Luftmassen sind blau, warme orange, Richtungen des Strahlstroms durch weiße Dreiecke dargestellt.
Zwischen zwei Höhenrücken liegt ein Höhentrog (Tiefdrucktrog; blau in c).

## Höhenrücken und Höhenwinde
Ein Höhenrücken wölbt sich meist über (sub)tropischer Warmluft auf und ist in Luftschichten über 4.000 m ausgebildet. In Höhenwetterkarten wird er durch Höhenlinien dargestellt, die als Isohypsen die geopotentielle Höhe für eine Fläche gleichen Luftdrucks angeben. Hierfür wird meist die 500 hPa-Isobarenfläche gewählt, mit der sich Luftschichten zwischen 5.000 m und 6.000 m bezüglich des atmosphärischen Druckes beschreiben lassen. Höhenrücken lassen sich damit als eine Wölbung dieser Druckfläche verstehen. Deren Aufwölbung über polwärts geführter Warmluft eines Höhenrückens beeinflusst Höhenwinde und fördert einen schwingenden Verlauf des Polarfront-Jetstreams. Über den Rücken vollzieht sich ein intensiver Energietransport von den höheren zu den niederen Breiten.
In der oberen Troposphäre der Erdatmosphäre treten Höhenwinde auf mit Windfeldern, die sich über mehrere Breitengrade ausbreiten und länger anhaltende Starkwinde ausbilden, Jetstream genannt. Die polaren Strahlströme verlagern sich und laufen derart um die Erde. Dabei entwickelt sich oft ein großräumig schwingender, wellenförmiger Verlauf, der atmosphärische Rossby-Wellen ausbildet. Hierbei liegt jeweils in einem polwärts vorgewölbten Wellenberg warme Luft eines Hochdruckrückens. Dieser sogenannte Höhenrücken grenzt an polare Kaltluft, ist aber nicht allseits von Tiefdruck umgeben. Die benachbarten Tiefdruckbereiche enthalten kalte Luft und liegen als Höhentröge in einem Wellental.

## Besonderheiten von Höhenrücken
- Ein Höhenrücken ist im Unterschied zu den umschlossenen, bodennahen Hochdruckgebieten ein nicht vollständig von Tiefdruckbereichen umgebener Hochdruckrücken
- Ein Höhenrücken als Ausläufer eines Hochs ist ein Hochdruckkeil und bedingt in seinem Wellenberg stets eine divergente Luftströmung. Der Jetstream wirkt hier gleichgerichtet mit der Gradientkraft. Die Folge davon sind absinkende Luftmassen und am Boden ausströmende Luftbewegungen, also antizyklonale Bedingungen. Dadurch werden die Konvektion und somit Wolken- und Niederschlagsbildung unterdrückt.
- Doch fließen häufig hinter einem Hochdruckrücken schon labil geschichtete Luftmassen heran. Gewöhnlich folgt daher nach mehreren Stunden bis einigen Tagen auf den Hochdruckrücken ein Tiefdruckgebiet bzw. als dessen Ausläufer ein Tiefdrucktrog. Dieses ausgedehnte Gebiet verhältnismäßig niedrigen atmosphärischen Drucks ist gewissermaßen das Gegenstück und durch konvergente Luftströmung gekennzeichnet, mit einströmenden Luftbewegungen. Der Jetstream wirkt nun entgegen der Gradientkraft, und es fließt ein leicht stromaufwärtiger Gradientwind.
- Hochdruckkeile (Höhenrücken) und Tiefdrucktröge (Höhentröge) entwickeln sich durch das Zusammenspiel von Strömungsdivergenzen und -konvergenzen an den Wellenbergen und -tälern des Jetstreams, wenn gut ausgebildete Wellen des polaren Strahlstroms vorliegen.
- Die Ausbildung der langen Rossby-Wellen der Atmosphäre sowie die Rücken und Tröge sind auf Bodenwetterkarten am Verlauf der Isobaren und auf Höhenwetterkarten am Verlauf der Isohypsen zu erkennen (siehe Abbildungen).
- Ein Höhenrücken steuert die Verlagerung eines Hochs in Bodennähe. Dabei spielt die Achsenneigung eine wesentliche Rolle: Bei einer mit der Höhe ostwärts geneigten Achse verstärkt sich das Hoch oder es verlagert sich ostwärts; bei westwärts geneigter Achse wird das Hoch abgeschwächt oder nach Westen verschoben. Stationär bleibt es, wenn die Achse vertikal nahezu ohne Neigung ausgebildet ist.
- Besonders intensiv treten Rücken und Tröge bei blockierenden bis meridionalen (Nord-Süd-gerichteten) Wetterlagen mit negativem NAO-Index auf. Dieser Index zur Nordatlantischen Oszillation beruht auf Schwankungen der Druckverhältnisse zwischen dem Islandtief im Norden und dem Azorenhoch im Süden. Er korreliert mit der Stärke der Westwinde über dem Nordatlantik, der Sturmintensität und der Sturmregion über dem Nordatlantik sowie mit dem Niederschlag in Eurasien.
- Bei fortschreitender Labilisierung der Frontalzone zwischen dem 35. und 65. Breitengrad und bei allmählichem Übergang von der Meridionalzirkulation (Nord-Süd gerichteter, negativer NAO-Index) zur Zonalzirkulation (positiver NAO-Index) des Jetstreams kann der polwärts vorgestoßene Hochdruckkeil vom Quellgebiet der Warmluft durch den Strahlstrom abgeschnitten werden (Cut-off-Effekt). Dieses nun vollständig von Tiefdruck umgebene Hochdruckgebiet (Hoch) kann somit nicht mehr unmittelbar mit tropischer Warmluft aufgefüllt werden. Doch kann es als Zwischenhoch, eingekeilt zwischen zwei Tiefdruckgebieten oder Tiefdrucktrögen, noch den Orten, über die es zieht, freundliches Wetter bringen. In ähnlicher Weise kann umgekehrt polare Kaltluft eines Tiefdrucktrogs vom Strahlstrom abgetrennt werden.